# Baiqi, Liaoning
Baiqi är en köping i Kina. Den ligger i provinsen Liaoning, i den nordöstra delen av landet, omkring 170 kilometer söder om provinshuvudstaden Shenyang. Antalet invånare är 10 599. Befolkningen består av 5 227 kvinnor och 5 372 män. Barn under 15 år utgör 13,0 %, vuxna 15-64 år 74 %, och äldre över 65 år 11,0 %.
Runt Baiqi är det ganska tätbefolkat, med 93 invånare per kvadratkilometer. Närmaste större samhälle är Dayingzi, 19,8 km väster om Baiqi. Omgivningarna runt Baiqi är en mosaik av jordbruksmark och naturlig växtlighet.
Genomsnittlig årsnederbörd är 1 284 millimeter. Den regnigaste månaden är juli, med i genomsnitt 441 mm nederbörd, och den torraste är januari, med 10 mm nederbörd.